# Bóbitás pingvin

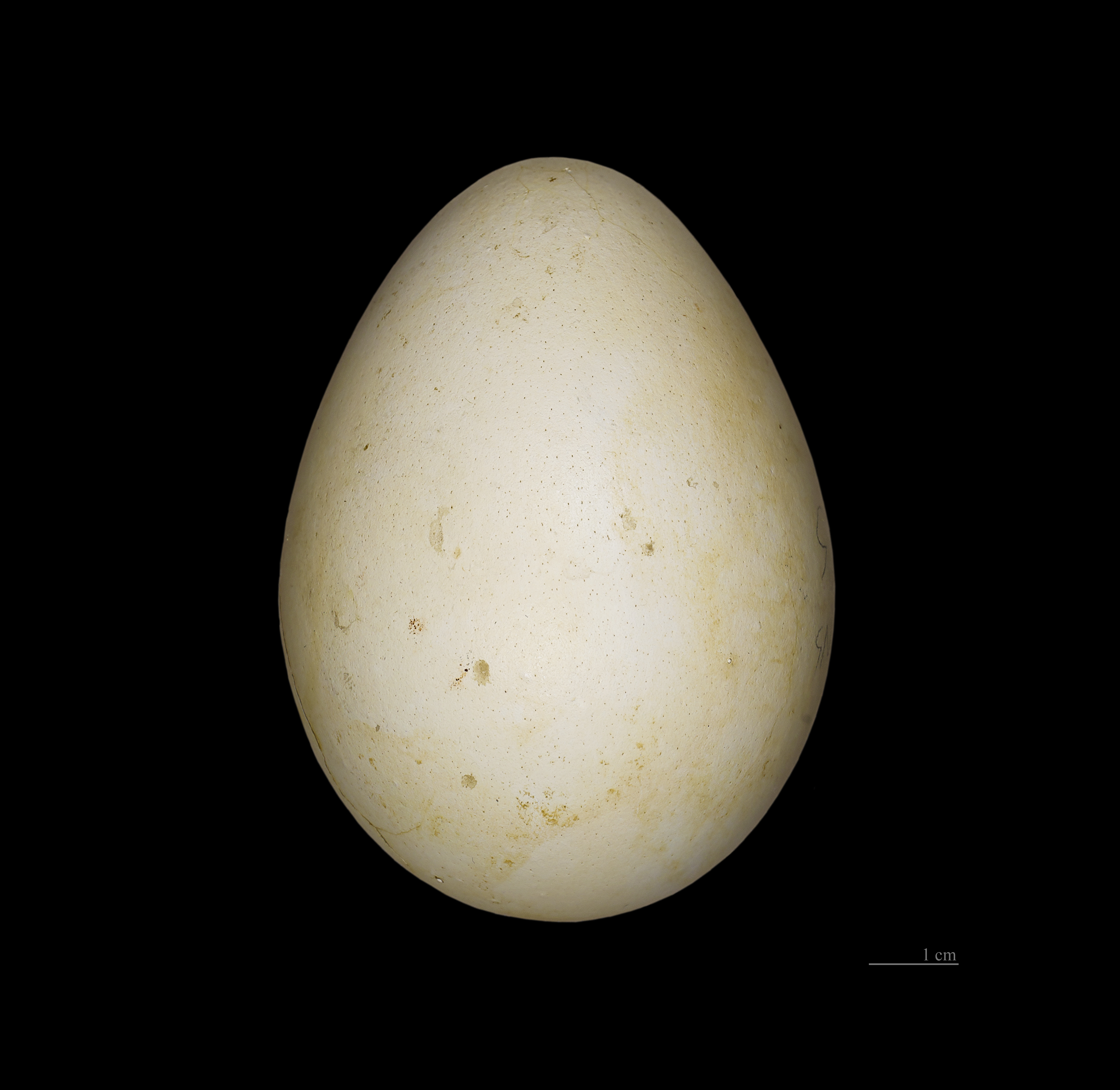
a tojása

A bóbitás pingvin vagy makaróni pingvin (Eudyptes chrysolophus) a madarak (Aves) osztályának pingvinalakúak (Sphenisciformes) rendjébe, ezen belül a pingvinfélék (Spheniscidae) családjába és a Spheniscinae alcsaládjába tartozó faj.

## Rendszertani helyzete
A DNS-vizsgálatok alapján a kutatók megtudták, hogy a bóbitás pingvin és legközelebbi rokona, a Royal-pingvin (Eudyptes schlegeli), körülbelül 1,5 millió éve váltak ketté. Habár néha a kettőt két külön fajként kezelik, e pingvinek egyes DNS szekvenciái igen hasonlóak; emiatt Leslie Christidis és Walter Boles ausztrál ornitológusok a Royal-pingvint a bóbitás faj alfajának tekintik. Külső megjelenésre is nagyon hasonlítanak; bár a Royal-pingvinnek fehér a pofája, míg a másiknak fekete. A Heard- és Marion-szigeteken a bóbitás pingvin kereszteződik az Eudyptes chrysocome filholi nevű alfajon keresztül, az aranytollú pingvinnel (Eudyptes chrysocome). 1987–1988 között az Australian National Antarctic Research Expedition kutatói 3 ilyen hibrid példányra bukkantak rá.

## Előfordulása
Az Antarktiszon, Argentína, Chile partjainál és a környező szigeteken fészkel.

## Megjelenése
Testhossza 71 centiméter. Feje, háta és szárnyai fekete színűek, hasa fehér. Fején sárga bóbitát visel, innen származik angol neve („makaróni pingvin”), utalva az angol fiatalok egykori hajviseletére.

## Életmódja
Hallal, krillel, planktonnal, tintahallal táplálkozik, élelmét a tengerből szerzi.
|  |

## Szaporodása
Sziklás helyeken fészkel.

### Fordítás
- Ez a szócikk részben vagy egészben  a   Macaroni penguin című angol Wikipédia-szócikk ezen változatának fordításán alapul.  Az eredeti cikk szerkesztőit annak laptörténete sorolja fel. Ez a jelzés csupán a megfogalmazás eredetét és a szerzői jogokat jelzi, nem szolgál a cikkben szereplő információk forrásmegjelöléseként.